# 英国核心城市
核心城市（英語：Core Cities Group）是指英国十一个非首都伦敦的地区大都市的联盟。这些城市作为伦敦以外英国主要的地区性城市，联合起来促进共同利益。这个集团中没有环绕大伦敦的英格兰东南或东英格兰地区的城市。它们的地方政府也没有特别的法律地位。

## 历史
一开始由英格兰的伯明翰（中英格兰西地区）、布里斯托（英格兰西南）、利兹、谢菲尔德（都属于约克郡与亨伯区域）、利物浦、曼彻斯特（都属于英格兰西北地区）、纽卡斯尔（英格兰东北）、诺丁汉 （東米德蘭茲）成立于1995年，当时有7个成员，2001年诺丁汉加入。谢菲尔德被指定为主導成員。
十一个城市的市议会都是欧洲城市组织成员，其中伯明翰市议会担任秘书。